# Jurvon alue - Jouhtisen metsä
Jurvon alue - Jouhtisen metsä este o arie protejată (arie specială de conservare — SAC, sit de importanță comunitară — SCI) din Finlanda întinsă pe o suprafață de 452 ha, integral pe uscat.

## Localizare
Centrul sitului Jurvon alue - Jouhtisen metsä este situat la coordonatele 62°36′19″N 25°56′27″E / 62.6053°N 25.9408°E.

## Înființare
Situl Jurvon alue - Jouhtisen metsä a fost declarat sit de importanță comunitară în august 1998 pentru a proteja 2 specii de animale. Situl a fost protejat și ca arie specială de conservare în aprilie 2015.

## Biodiversitate
Situată în ecoregiunea boreală, aria protejată conține 8 habitate naturale: Mlaștini împădurite, Ape oligotrofe din câmpii nisipoase, cu un conținut foarte redus de minerale (Littorelletalia uniflorae), Lacuri și iazuri distrofice naturale, Cursuri de apă de la nivel de câmpie la nivel montan, cu vegetație Ranunculion fluitantis și Callitricho-Batrachion, Mlaștini turboase de tranziție și turbării mișcătoare, Pante stâncoase silicioase cu vegetație casmofită, Taiga vestică, Păduri de conifere pe eskere fluvioglaciare sau legate la acestea.
La baza desemnării sitului se află mai multe specii protejate de  nevertebrate (2): Dytiscus latissimus, Ophiogomphus cecilia.
Pe lângă speciile protejate, pe teritoriul sitului au mai fost identificate 1 specie de plante, 11 specii de păsări, 1 specie de nevertebrate, 1 specie de pești.